# Ortottica
L'ortottica (dal greco orthos = dritto, regolare, e optiké = visione, l'atto di vedere) è uno dei numerosi rami dell'oftalmologia e si compone di un insieme di tecniche eseguite dal medico oculista e anche dall'ortottista assistente in oftalmologia, mirate alla riabilitazione visiva dei disturbi motori e sensoriali della visione.
L'ortottica è uno specifico settore dell'oculistica che rimane fondamentale nell'affrontare alcune problematiche di ambito oculistico.
Questo ramo dell'oftalmologia in particolare si occupa della valutazione dei deficit muscolari, innervazionali e sensoriali che colpiscono l'apparato visivo e della loro riabilitazione tramite esercizi di movimenti dell'occhio, proprio come se fosse una palestra per i muscoli che lo muovono.

## Esami ortottici
In particolar modo gli esami ortottici sono volti all'identificazione delle anomalie della visione binoculare come strabismo, ambliopia e paralisi oculare; essi sono rivolti a pazienti in età pediatrica ma, anche ai pazienti in età adulta che per esempio presentano disturbi visivi che in genere inducono diplopia, alterazioni del campo visivo o alterazioni posturali e che di conseguenza necessitano un trattamento ortottico di riabilitazione visiva.

## Tecniche di ortottica
Le tecniche dell'ortottica comprendono:
- Misurazione dell'acuità visiva per mezzo di ottotipi (simboli grafici, E di Albini, lettere o numeri).
- Misurazione delle ampiezze fusionali, dell'accomodazione e della convergenza.
- Misurazione della stereopsi attraverso test come il Lang I e il Lang II, il Titmus o altri.
- valutazione dei disturbi oculomotori mediante test per lo studio della motilità oculare e la misurazione dell'eventuale angolo di strabismo manifesto o latente (orizzontale, verticale, per lontano, per vicino) per mezzo di stecche prismatiche o per mezzo del sinottoforo.
- Test per la valutazione dei rapporti binoculari come per esempio corrispondenza retinica e soppressione.
- Test dell'oculomotricità e test per la valutazione delle performance fusionali e accomodative.
- Test visuo-percettivi nei pazienti affetti da DSA (disturbi specifici di apprendimento).
- Test visuo-posturali per la valutazione dello stato funzionale visivo nel contesto di una valutazione posturale.

## Riabilitazione ortottica
La riabilitazione ortottica si avvale di: Esercizi ortottici (training ortottico e training visivo), occlusioni e penalizzazioni, terapia prismatica, addestramento agli ausili ottici, educazione all'igiene visiva, ecc..
La riabilitazione ortottica è rivolta al trattamento di:
- Ambliopia
- Deficit della motilità oculare, o perlomeno alcuni di questi: strabismo, paralisi e paresi muscolari oculari, nistagmo
- Disfunzioni accomodative e fusionali
- Alterazioni dell'oculomotricità
- Astenopia (affaticamento visivo)
- Diplopia
- Alterazioni del campo visivo (emianopsia, ecc..)
- Ergonomia visiva per i videoterminalisti e per l'accessibilità alla lettura nei dislessici
- Anomalie della visione binoculare e deficit visivi che possono creare alterazioni della postura o scarse performance visive negli atleti e sportivi.